# Ԙ
Ԙ (minuskule: ԙ) je v současné době již nepoužívané písmeno cyrilice. Bylo používáno pro zápis Mordvinských jazyků a zachycovalo hlásku jæ.